# Országos Függetlenfilm Fesztivál
Az Országos Függetlenfilm Fesztivál a Magyar Független Film és Video Szövetség évente megrendezésre kerülő rendezvénysorozata, filmfesztiválja. A szövetség összefogja, integrálja, informálja a magyarországi amatőr és független filmes alkotókat, fesztiváljain bemutatkozási és konzultációs lehetőséget biztosít számukra 1931-óta. Az országos fesztivált először 1937-ben rendezték meg, 1961 óta rendszeresen megtartják, zsűrijében ismert hivatásos szakemberek vesznek részt. A fesztivál versenyprogramjában a benevezett filmek közül az előzsűri által kiválasztott filmek vesznek részt.

## 61. Országos Függetlenfilm Fesztivál[1][2]
Budapest, 2015. október 4. A Magyar Független Film és Videó Szövetség által rendezett 61. Országos Független Film Fesztiválon a zsűri az alábbi díjakat ítélte oda a legjobb alkotásoknak az A38 Hajón.

### Fesztiválzsűri
- dr. Vincze Teréz, filmkritikus
- Vida Antal, halbiológus
- dr. Sugár János, képzőművész
- Szabó Simon, színész, filmrendező
- dr. Pálos György, filmrendező, operatőr

#### Fődíj
Szikigyakor, Végső utca – Karácsony Péter

#### Legjobb dokumentumfilm
Dr. Lala – Halász Glória

#### Legjobb vizuális megvalósítás
Volvo Rush – TurboMetal

#### Legjobb animáció
Vihar – Kocsis Alexandra, Kőszegi Tamás

#### Legjobb útifilm megosztva
Izland Mozgásban – Jurkovics Milán
Cyclemehome – Transsylvania – Klára Levente, Pálla Máté

#### Legjobb portré
A Szendiszűcs – Boros Ferenc, Horváth Zoltán

#### Legjobb csapatmunka
Tolvaj randi – Szabó Attila

## 62. Országos Függetlenfilm Fesztivál[3][4]
Budapest, 2018. október 8. A fesztivál versenyprogramjában szereplő 26 alkotásból a zsűri az alábbi alkotókat és filmeket díjazta.

### Fesztiválzsűri
- Cs. Nagy Sándor
- Fazekas Sándor
- Merza Gábor
- Müllner Dóra
- Pecsics Mária

#### Játékfilm (fikció) kategória – Fődíj
Csótány – Karácsony Péter, Simó Marcell, Kapusi Krisztián

#### Játékfilm (fikció) kategória – II. díj
Képzavar – Fazekas Gyöngyi

#### Dokumentumfilm kategória – Fődíj
A testépítő – Bán Attila

#### Dokumentumfilm kategória – II. díj
Magunk vagyunk – Mitlasóczki Gergő, Pazsitka Ákos

#### Animáció kategória – Fődíj
Jó étvágyat, bogaram! – Helstáb Martin

#### Animáció kategória – II. díj
A demokrácia nem egy pillanat – Balla Gábor

#### Műhely-díj
Szalay Kristóf, Mozgásjavító Gimnázium 10 Nyek osztálya

#### Dicsérő oklevél
Életem legrosszabb napja – Pólik József, Molnár István
Szilárd – Pap Árpád
Lili – Regős Ábel
Itt és most – Mitnyan Zoltán
Ha nem segít a Mindenható – Molvay Norbert, Gajdics Dávid, Pamuki Krisztián
Remény – Szirmai Márton
Peking – Ungvári Anita

## 63. Országos Függetlenfilm Fesztivál[5][6]
Balatonfenyves, 2018. október 13. A fesztivál versenyprogramjában szereplő 28 alkotásból a zsűri az alábbi alkotókat és filmeket díjazta.

### Fesztiválzsűri
- Papp László
- Pálos György
- Pócsik Andrea
- Proics Lilla
- Vincze Teréz

#### Fődíj
Nem történt semmi – Csoma Sándor, Balázs István Balázs, Knapp Dávid

#### A Magyar Művészeti Akadémia különdíja
Egy nő fogságban – Tuza-Ritter Bernadett

#### A Zsűri díja
Ahogy Eddig – Moldovai Katalin

#### Legjobb dokumentumfilm díj
Nussbaum 95736 – Csibi László

#### Legjobb színész díja
Gazdag-Kötél Orsolya – Kék Óra – Regős Ábel

#### Legjobb operatőr díja
Bálint Arthur – Tomi, Ervin és az iskola – Simó Ibolya, Bálint Arthur

#### Legjobb kevert technikájú film
Sok-sok festék – Helstáb Martin

#### Mediawave díj
Magamba Zárva – Timkó Imre

#### Hubertus Hof díj
Susotázs – Tóth Barnabás

#### Dicsérő oklevél
Majdnem eltoltam – Lendvai Kristóf
Hiába is hisztizel – Chilton Flóra
A tapasz – Szalay Kristóf és a Mozgásjavító diákjai (12. A)